# 任侠学園
『任侠学園』（にんきょうがくえん）は、作家・今野敏の小説。「任侠シリーズ」第2弾作品。義理人情で生きる昔気質のヤクザが経営不振に陥った高校の再建を図る姿を描く。
2007年9月19日に実業之日本社から単行本、2010年1月20日に新書が刊行された。さらに2012年1月25日に中央公論新社から文庫本が刊行された。
2019年9月に西島秀俊と西田敏行のW主演による映画版が公開。

## あらすじ
義理と人情を重んじるヤクザの「阿岐本組」。社会奉仕に目のない組長は次から次へと厄介事を引き受けてしまう。ナンバー2の日村は、そんな組長にいつも振り回されてばかりだ。そして今度は、経営不振の高校の建て直しに協力する事になった。学校には嫌な思い出しかない日村は、どうも気が進まない。子分たちを連れて高校へ向かうと、そこにいたのは無気力で無関心な高校生と事なかれ主義の先生たちだった…。

## 登場人物
阿岐本雄蔵
任侠団体「阿岐本組」組長。スキンヘッドをした昔気質の人間。社会貢献に目がない。
日村誠司
任侠団体「阿岐本組」代貸。
三橋健一
任侠団体「阿岐本組」組員。組の若い者達を率いる。
二之宮稔
任侠団体「阿岐本組」組員。元暴走族。
市村徹
任侠団体「阿岐本組」組員。主に情報収集を任務とする。
志村真吉
任侠団体「阿岐本組」組員。組の最も下に位置する。
永神
阿岐本の兄弟分。近代的な任侠団体「永神組」を率いる。
甘糟和男
組織犯罪対策部（通称：マル暴）所属の刑事部長。

## 書誌情報
今野敏（著）『任侠学園』
- 実業之日本社、2007年9月19日発売、ISBN 978-4-408-53510-4[3]
- 実業之日本社〈ジョイ・ノベルス〉、2010年1月20日発売、ISBN 978-4-408-50516-9[4]
- 中公文庫（中央公論新社）、2012年1月25日発売、ISBN 978-4-12-205584-1[5]

## 実写映画
木村ひさし監督により映画化され、2019年9月27日公開。西島秀俊と西田敏行のダブル主演。

### キャスト
- 日村誠司：西島秀俊
- 阿岐本雄蔵：西田敏行
- 二之宮稔：伊藤淳史[10]
- 沢田ちひろ：葵わかな[10]
- 黒谷祐樹：葉山奨之[10]
- 三橋健一：池田鉄洋
- 志村真吉：佐野和真
- 市村徹：前田航基
- 白崎仁：戸田昌宏
- 島本義行：猪野学
- 定岡潔：加治将樹
- 甘糟達男：川島潤哉
- 江守太一：福山翔大
- 高木武（遺影）：高木ブー
- 西潟源太：佐藤蛾次郎
- 小日向美咲：桜井日奈子[10]
- 唐沢隼人：白竜[11]
- 小日向泰造：光石研[11]
- 永神健太郎：中尾彬（特別出演）[11]
- 綾小路重里：生瀬勝久[11]
- 美咲の母：舟木幸
- 生徒：永野愛理[12]
- 教員：奥野香耶[13]
- 森野学(教師)：狩野健斗 [14]

### スタッフ
- 原作：今野敏「任侠学園」（中公文庫）
- 監督：木村ひさし
- 脚本：酒井雅秋
- 音楽：末廣健一郎
- 主題歌：東京スカパラダイスオーケストラ「ツギハギカラフル」（cutting edge / JUSTA RECORD）
- 挿入歌：西田敏行『また逢う日まで』
- 製作：勝股英夫、川城和実、加太孝明、清水武善、大西繁、松田陽三、安部順一、木村徳永
- エグゼクティブプロデューサー：寺島ヨシキ、安藤親広
- チーフプロデューサー：西山剛史
- プロデューサー：古草昌実、長谷川晴彦
- アソシエイトプロデューサー：関根健晴
- ラインプロデューサー：小柳智則
- 撮影：葛西誉仁
- 照明：岩切弘治
- 録音：仲山一也
- 美術：髙橋達也
- 装飾：佐藤孝之
- 衣装：加藤優香利
- ヘアメイク：市川温子、高村明日見
- 編集：富永孝
- 選曲：稲川壮
- 音響効果：松井謙典
- スクリプター：本図木綿子
- VFXスーパーバイザー：朝倉怜
- アクション監督：下村勇二
- 助監督：向井澄、吉川祐太
- 制作担当：蓮見宗一郎
- 宣伝：KICCORIT
- 企画・制作プロダクション：ROBOT
- 製作幹事・配給：エイベックス・ピクチャーズ
- 製作：映画「任侠学園」製作委員会（エイベックス・ピクチャーズ、バンダイナムコアーツ、ROBOT、清栄コーポレーション、博報堂、中央公論新社、読売新聞社、KICCORIT）